# Polskie Górnictwo Naftowe i Gazownictwo
Polskie Górnictwo Naftowe i Gazownictwo S.A. (PGNiG, Corporación Minera de Petróleo y Gas Polaca) es una empresa petrolera de control estatal polaca, que se dedica a la exploración y producción de gas natural y petróleo, importación de gas natural, almacenamiento y distribución y venta de gas y petróleo crudo. PGNiG es una de las mayores empresas en Polonia y está listada en el índice selectivo WIG 20 de la bolsa de Varsovia.
Según la compañía dispone de alrededor de 30.000 trabajadores empleados entre PGNiG y sus 56 filiales. Las ventas del Grupo PGNiG en 2010 ascendieron a 21.300 millones de zloty (unos €5.325 millones), y el beneficio ascendió a 2.460 millones zloty (€660 millones).

## Historia
La compañía fue fundada como una empresa de propiedad estatal el 1 de diciembre de 1982. Las empresas que constituyeron PGNiG mediante fusiones retroceden su historia al siglo XIX. El 30 de octubre de 1996, la empresa se transformó en una sociedad anónima. La compañía salió a bolsa el 23 de septiembre de 2005.
El 84,75 % de las acciones quedaron en manos del gobierno polaco y el 15,25 % en capital flotante.
Con la adhesión de Polonia a la UE y la apertura del mercado energético local, el negocio se expandió fuera de Europa y afuera. En 2013 la compañía ha comprado la canadiense TriOil.
61.000 empleados y ex empleados tenían derecho en 2009 a hacerse cargo del 15 % de PGNiG en acciones gratuitas. En consecuencia, la participación del Ministerio de Hacienda se redujo al 72,05 %.

## Patrocinio
La compañía es desde el año 2010 uno de los patrocinadores principales de la liga de primera división de balonmano polaca, PGNiG Superliga.